# HMB 2
Der HMB 2 (Henschel-Magnetbahn 2) ist ein elektromagnetisch schwebendes Testfahrzeug. Es war der personentragende Nachfolger der Versuchsplattform HMB 1 und wurde 1976 von Thyssen-Henschel in Zusammenarbeit mit der TU Braunschweig in Deutschland entwickelt. Zweck des Fahrzeuges war wie beim vorherigen Modell die Erprobung des Synchron-Langstator-Linearmotors auf einer 60 Meter langen Teststrecke.

## Bedeutung
Die Versuche mit dem HMB 2 verliefen sehr vielversprechend. Er spielte daraufhin eine ausschlaggebende Rolle: Einerseits war er Prototyp für die später realisierte M-Bahn in Berlin. Andererseits waren die Resultate ein Anreiz für das deutsche Bundesministerium für Forschung, die Entwicklungen mit Kurzstator-Prinzip zugunsten derer mit Langstator einzustellen. Daraufhin begründete Krauss-Maffei, die bisher den Transrapid 04 mit Kurzstator entwickelten, zusammen mit Thyssen-Henschel und Messerschmitt-Bölkow-Blohm das Konsortium „Magnetbahn Transrapid“. Als Ergebnis wurde bereits auf der IVA 1979 mit dem Transrapid 05 ein neues Fahrzeug mit Langstator-Linearmotor im Passagierbetrieb vorgeführt. Das machte den HMB 2 auch zum technischen Urahnen der seitdem entwickelten Transrapid-Fahrzeuge.

## Verbleib
Der HMB 2 ist seit den 2010er-Jahren im Technik-Museum Kassel auf einem kurzen Abschnitt seines Fahrwegs ausgestellt.